# Smilax tetraptera
Smilax tetraptera là một loài thực vật có hoa trong họ Smilacaceae. Loài này được Schltr. miêu tả khoa học đầu tiên năm 1906.